# 安庆路 (合肥)
安庆路，中国安徽省合肥市的一条东西干道，得名自安庆市，古称后大街，为原庐州府衙所在地。西起蜀山区霍山路，东至庐阳区徽州大道，环城西路以西称安庆西路。安庆路已建成全长2.4公里，沿路有黑池坝公园、琥珀潭公园、安徽省公安厅、安徽省博物馆老馆、庐州府城隍庙、人民广场等。